# Jaroszlavli terület
A Jaroszlavli terület (oroszul Ярославская область [Jaroszlavszkaja oblaszty]) az Oroszországi Föderációt alkotó jogalanyok (szubjektumok) egyike, a Központi szövetségi körzethez tartozik. Lakossága 2006-ban 1 327 800 fő volt, népsűrűsége 36 fő/km². Székhelye, Jaroszlavl, Moszkvától 282 km-re északkeletre fekszik.

## Természetföldrajz

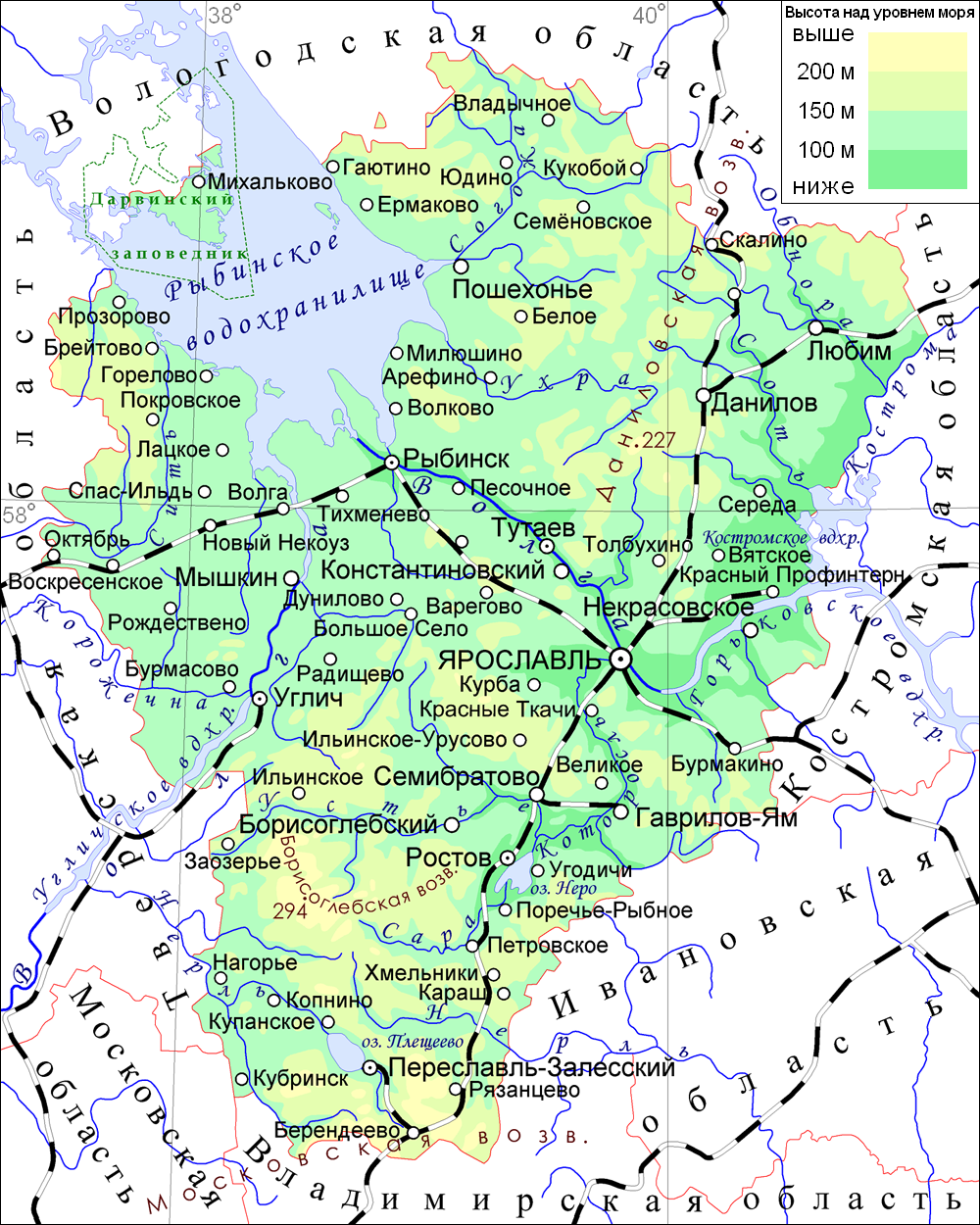
Domborzati térkép

Az európai országrész északi felén található. Északon a Vologdai, keleten a Kosztromai és az Ivanovói, délen a Moszkvai és a Vlagyimiri, nyugaton pedig a Tveri terület határolja. 

### Domborzat, vízrajz
A Kelet-európai-síkság közepén helyezkedik el. Területe mintegy 36 400 km², kiterjedése észak-déli irányban 270 km, nyugat-keleti irányban 220 km.
A terület a Felső-Volga mindkét partján, az azoktól északra és délre elterülő, alapvetően sík, hullámos, sok helyütt mocsaras vidéken helyezkedik el. Alacsonyabban fekvő részei általában a folyóvölgyek mentén találhatók: délen a Nyerl folyó völgye, keleten a Jaroszlavl és Kosztroma közötti, délkeleten a Rosztov környéki, északnyugaton a Mologa-seksznai-medence. Délnyugatról északkelet felé valamivel magasabb térszínek: a Boriszoglebszki-, az Uglicsi- és a Danyilovi-dombságok vonulatai húzódnak. A tengerszint feletti legmagasabb pont 294 m (Tarhov Holm, Boriszoglebszki-dombság).
Összes folyóvizeinek hossza megközelíti a 20 000 km-t. 11 olyan folyója van, amelynek itteni hossza meghaladja a 100 km-t. Fő folyója, a Volga itteni szakasza 340 km. Szinte az összes vízfolyás a Volga vízrendszeréhez tartozik, közülük a legnagyobbak: a Szoty (itteni szakaszának hossza 170 km), a Szity (159 km), az Usztyje (153 km), a Kotoroszl (132 km). A Kosztromai területtel közös határfolyó a Kosztroma, a Volga bal oldali mellékfolyója. Néhány folyóvíz a Nyero- és a Plescsejevo-tavakba torkollik. A folyók közös jellemzője, hogy esésük alacsony, folyásuk lassú, nyugodt. Nyáron a kisebbek közül néhány kiszárad, télen fenékig befagy. Keményebb teleken egyes folyókat akár 5 hónapig is jégpáncél borít.
A két legnagyobb természetes állóvíz: Rosztovnál a Nyero-tó (5130 ha) és Pereszlavl-Zalesszkijnél a Plescsejevo-tó (5089 ha). A Volga Jaroszlavli területhez tartozó szakaszán két víztározó épült. Az Uglicsi-víztározó hossza 136 km, vízterülete 249 km². A hatalmas Ribinszki-víztározó (4550 km²) több mint 70%-a, 3246 km² tartozik a Jaroszlavli területhez. Megépítésével Mologa városa és 663 kistelepülés tűnt el a Föld színéről. Egy harmadik víztározó a Kosztromai területen létesült, ennek visszaduzzasztó hatására a Volga Jaroszlavl alatti medre is lényegesen szélesebb lett.

### Éghajlat
Éghajlata mérsékelten kontinentális. A januári középhőmérséklet –10,5-12 °C, a júliusi 17,5-18,5 °C. 2005-ben azonban a januári középhőmérséklet –4,4 °C, (azaz kb. 6,5 °C-kal enyhébb), az évi középhőmérséklet pedig 4,8 °C volt. A csapadék évi mennyisége 500–600 mm között mozog, 70%-a a nyári időszakban hull. A nyugati vidékek általában több csapadékot kapnak, mint a keletiek; a Volgától délre eső tájakon több a napsütéses órák száma, mint északon. A tenyészidő 165-170 nap.

### Növény- és állatvilág
A terület az erdőövezetben fekszik, felszínének valamivel kevesebb mint felét borítja erdő. Északi részén a déli tajga fenyőerdői, déli részén a vegyes erdők fenyő- és lombhullató fajainak együttesei az uralkodók. Legelterjedtebb a lucfenyő (26%), kb. feleannyi az erdeifenyő.
Északon a fenyvesekkel együtt gyakori a nyír és a nyárfa; a Volgától délre eső részek vegyes erdőiben a tűlevelűekkel keveredve zömében tölgy, kőris, juhar fordul elő.
Összesen 350-féle gerinces állatot, köztük 50 emlős- és 230 madárfajt tartanak nyilván. Az állatvilágot a déli tajga és a vegyes erdő tipikus fajai képviselik: barna medve, farkas, hiúz, jávorszarvas, pézsmapocok, nyestkutya, hód, görény stb. A Pereszlavli járás egyik vadrezervátumába szikaszarvast és gímszarvast telepítettek be, melyek már akklimatizálódtak. A tavak környékén számos vízimadárfaj, a fenyvesekben császármadár, nyírfajd, ritkábban siketfajd fordul elő. Ritka, védett ragadozómadarak a halászsas, a szirti sas, a fehérfarkú rétisas, a vándorsólyom.

### Természetvédelem
- A Darwin természetvédelmi területet (zapovednyik) az 1941-ben létesített Ribinszki-víztározó egyik nagy, északnyugati félszigetén alakították ki 1945-ben. 2/3 része és igazgatási központja a szomszédos Vologdai területen van, 1/3 része a Jaroszlavli terület Brejtovói járásához tartozik. A 112 673 hektárnyi védett területet 2002-ben bioszféra-rezervátummá nyilvánították.
- A Jaroszlavli tájvédelmi körzetet (zakaznyik) a Volga bal partján, a Szoty, a Kaszty és a Vopsa folyók alsó szakaszának térségében hozták létre 1958-ban. A 14 300 ha-s terület közigazgatásilag a Nyekraszovszkojei és a Danyilovi járás része. Célja elsősorban az itteni állatvilág tudományos célú megfigyelése, a biológiai sokféleség fenntartása. A körzet vadrezervátum is, a Szoty-folyó pedig a vízi túrázók, kajakozók egyik kedvelt kirándulóhelye.
- A Plescsjevo-tavi nemzeti parkban a Pereszlavli járás természeti és történelmi értékei kaptak védettséget 1998-ban. A park része maga az ősi város, Pereszlavl-Zalesszkij is, ahol évente több százezer turista fordul meg. A tóparton számos ifjúsági tábor, természeti nevelési központ kapott helyet.

## Történelem
A vidéket kezdetben a finnugor merják lakták, később a dél felől érkező szláv népek telepítették be, akik a Nyero- és a Plescsejevo-tavak környékén is településeket hoztak létre.
Rosztov első írásos említése 862-ből, Uglicsé 937-ből, Ribinszké (más néven) 1071-ből való. Az 1010 körül alapított Jaroszlavl előbb a Vlagyimir-Szuzdali fejedelemséghez tartozott, majd 1218-ban önálló fejedelemség székhelye lett. A 13. században az „Opolje”-nek nevezett vidéket is végigpusztították a mongol seregek. Később a Jaroszlavli fejedelemség több kisebb részre szakadt, ezekre fokozatosan kiterjesztette befolyását a Moszkvai nagyfejedelemség. Pereszlavl-Zalesszkij 1302-ben, Uglics, – mely egy ideig önálló fejedelemség volt, – 1329-ben került Moszkva fennhatósága alá. Végül 1463-ban a Jaroszlavli fejedelemség is megszűnt, területe a moszkvai állam része lett.
A 17. század elején, a zavaros idők háborúiban a lengyel és litván csapatok pusztították a vidéket. 1612-ben Jaroszlavlnál gyűjtött erőt a Moszkva felszabadítására induló népfölkelő sereg. Ekkorra a város már gazdag kereskedelmi központtá vált, ahol a háborúk befejeztével gyors fejlődésnek indult az építészet és a díszítőművészet. A városokban a 18. század folyamán – Jaroszlavlban 1722-ben –megjelentek az első textilmanufaktúrák, a 19. században a textilipar mellett újabb iparágak alakultak ki (pl. malomipar, papírgyártás, hajóépítés). 1870-ben megindult Moszkva és Jaroszlavl között, a következő évben Ribinszk és Szentpétervár között a vasúti közlekedés.

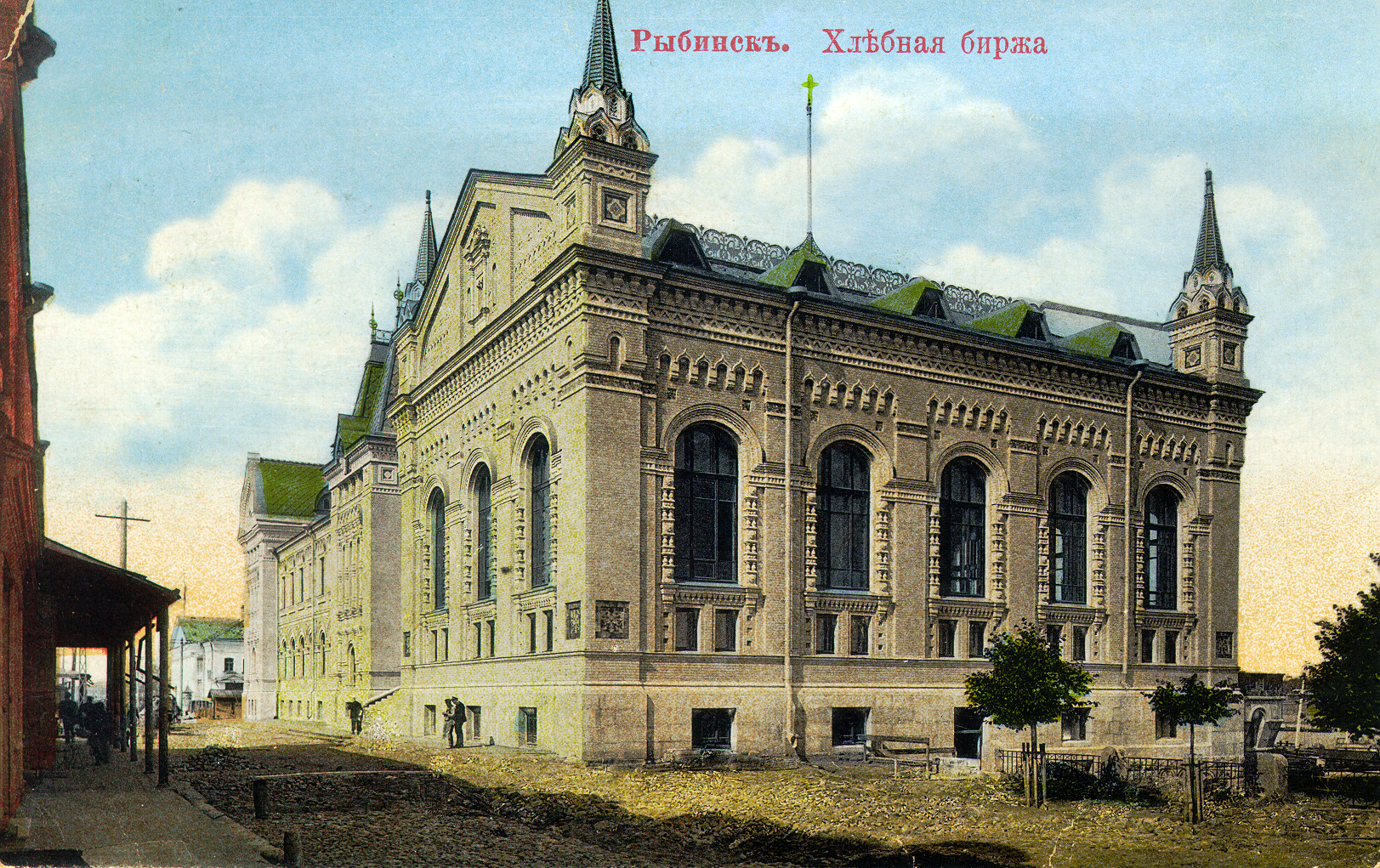
A gabonatőzsde épülete Ribinszkben. 19. századi fénykép

A 18. század elején Jaroszlavl önálló közigazgatási egység székhelye lett, de még a Moszkvai kormányzóság része volt, Uglicsot és környékét pedig a Szentpétervári kormányzósághoz csatolták. 1777-ben Jaroszlavl a tájegység közigazgatási központja (namesztnyicsesztvo), húsz évvel később a Jaroszlavli kormányzóság székhelye lett, ekkor már Uglics és Ribinszk is ehhez a kormányzósághoz tartozott.
A szovjet időszakban új területi beosztást léptettek érvénybe. 1929-ben megalakították az Ivanovo-Voznyeszenszki ipari területet (később: Ivanovoi terület), melynek profilja a textilipar volt. Ebből választották le és hozták létre 1936. március 11-én a Jaroszlavli területet. Az 1930-as években Jaroszlavlban és Ribinszkben erőteljes ipartelepítés kezdődött, mely a vízerőművek és -tározók megépülése és a második világháború befejeződése után is folytatódott.

## Népesség
A terület lakossága: 1 338 700 fő (2005), ebből a városban lakók aránya összesen 81,3%. A népsűrűség 36,8 fő/km². (A 2002-es népszámláláskor a lélekszám 1 368 000 fő volt.)
Nemzetiségi összetétel a 2002-es népszámlálási adatok szerint (ezer fő): oroszok (1301,1); ukránok (13,2); tatárok (6,2); örmények (6,0); azeriek (5,7); fehéroroszok (4,3); jezidek (2,7); cigányok (1,3); grúzok (1,2); németek (1,0); zsidók (1,0). (A többi nemzetiség 1000 fő alatt.)

### A legnépesebb települések
A lélekszám 2005. január 1-jén (ezer fő):
- Jaroszlavl – 605,2
- Ribinszk – 217,5
- Pereszlavl-Zalesszkij – 42,9
- Tutajev – 42,3
- Uglics – 37,1
- Rosztov – 33,6
- Gavrilov-Jam – 18,8
- Danyilov – 16,9

A két nagyvárosban él a lakosság 60%-a. A falvak lélekszáma átlag 40 fő, a távolabbi vidékeken ennél jóval kevesebb.

## Közigazgatás
A Jaroszlavli terület közigazgatásának élén a kormányzó áll:
- Szergej Alekszejevics Vahrukov: 2007. decembertől 2012. április végéig
- Szergej Nyikolajevics Jasztrebov:	2012. május 12-től.
- Dmitrij Mironov – 2021. október 12-én lemondott.
- Mihail Jakovlevics Jevrajev: 2021. október 12-től Putyin elnök rendeletével a kormányzói feladatokat ideiglenesen ellátó megbízott.[1]

2006 óta a Jaroszlavli területen 112 helyi önkormányzat működik. Közülük 3 városi körzet (gorodszkoj okrug) és 17 járás (rajon), továbbá 12 városi község (gorodszkoje poszelenyije) és 80 falusi község (szelszkoje poszelenyije). Ribinszk város a 2005. szeptemberi népszavazás eredményeként kapta meg a városi körzet státuszt.
A városi körzetek és a járások a következők:

### Városi körzetek
- Jaroszlavl város önkormányzata
- Pereszlavl-Zalesszkij város önkormányzata
- Ribinszk város önkormányzata

### Járások

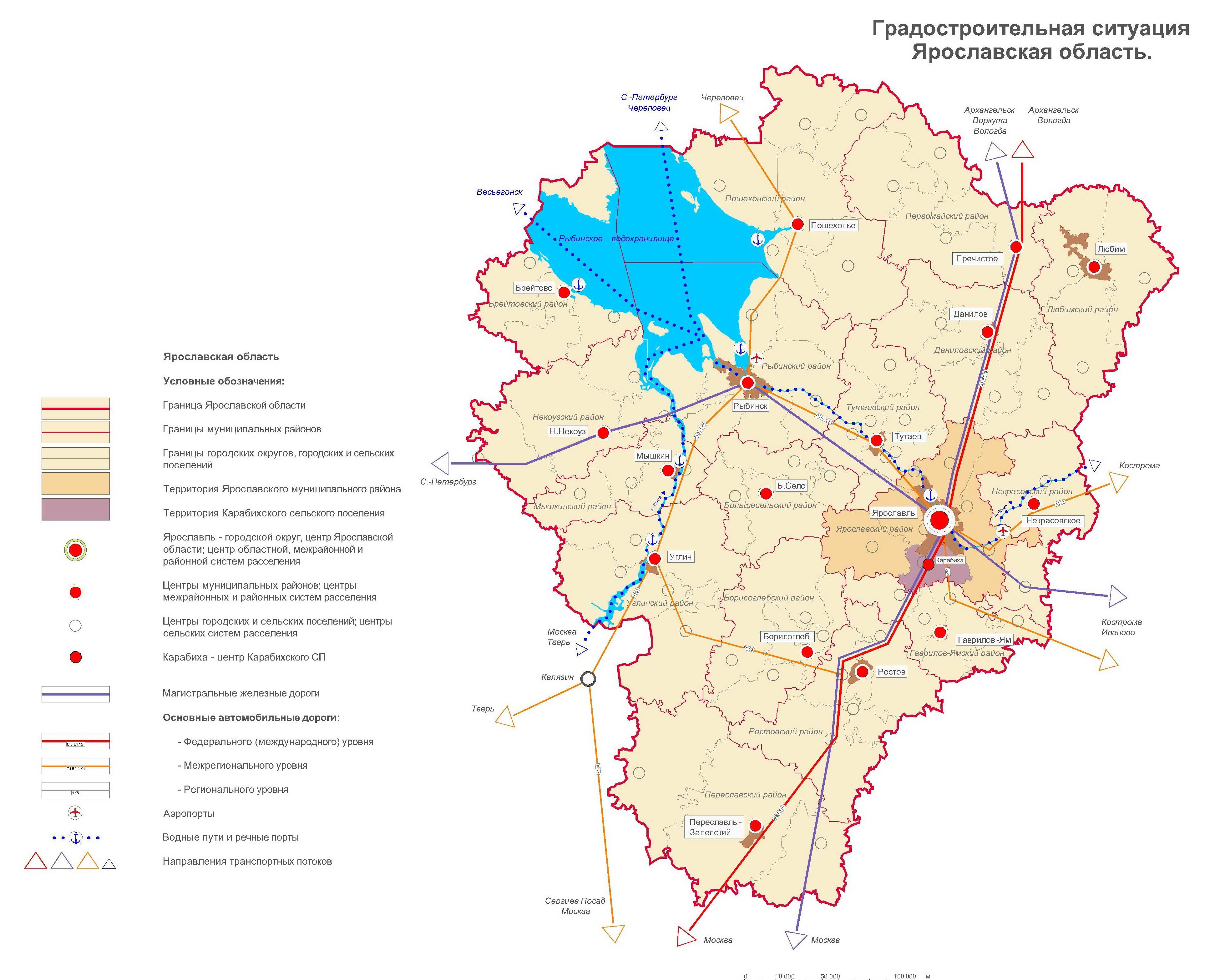
A Jaroszlavli terület járásai és közlekedése

A járások neve, székhelye és 2010. évi népessége az alábbi:
| Magyar név              | Orosz név             | Székhely              | Lélekszám |
| ----------------------- | --------------------- | --------------------- | --------- |
| Bolsoje Szeló-i járás   | Большесельский район  | Bolsoje Szelo         | 9 906     |
| Boriszoglebszkiji járás | Борисоглебский район  | Boriszoglebszkij      | 12 630    |
| Brejtovói járás         | Брейтовский район     | Brejtovo              | 7 034     |
| Danyilovi járás         | Даниловский район     | Danyilov              | 26 072    |
| Gavrilov-jami járás     | Гаврилов-Ямский район | Gavrilov-Jam          | 26 558    |
| Jaroszlavli járás       | Ярославский район     | Jaroszlavl            | 52 328    |
| Ljubimi járás           | Любимский район       | Ljubim                | 11 789    |
| Miskini járás           | Мышкинский район      | Miskin                | 10 329    |
| Nyekouzi járás          | Некоузский район      | Novij Nyekouz         | 15 688    |
| Nyekraszovszkojei járás | Некрасовский район    | Nyekraszovszkoje      | 21 573    |
| Pereszlavli járás       | Переславский район    | Pereszlavl-Zalesszkij | 20 352    |
| Pervomajszkiji járás    | Первомайский район    | Precsisztoje          | 11 012    |
| Posehonyjei járás       | Пошехонский район     | Posehonyje            | 14 292    |
| Ribinszki járás         | Рыбинский район       | Ribinszk              | 28 153    |
| Rosztovi járás          | Ростовский район      | Rosztov               | 34 062    |
| Tutajevi járás          | Тутаевский район      | Tutajev               | 15 949    |
| Uglicsi járás           | Угличский район       | Uglics                | 13 255    |

## Gazdaság
Gazdasági szempontból a Jaroszlavli terület az Oroszországi Föderáció Központi Gazdasági Körzetéhez tartozik. Jelentősebb ásványkincsekkel nem büszkélkedhet, mégis a Központi körzet egyik legfejlettebb iparával rendelkezik.

### Ipar
Az 1990-es évek gazdasági válságát a régió hadiipari vállalatai részben már kiheverték ki, a textilipar korábbi vezető pozícióját azonban elvesztette. Jelenleg meghatározó iparágak: a kőolajfeldolgozó- és az olajvegyészeti ipar (kőolajfinomítás, műgumi, lakk- és festékgyártás, gumiabroncsok gyártása); a gépgyártás, ezen belül dízelmotorok, repülőgép-hajtóművek, elektromotorok, szerszámgépek gyártása. További fontos ágazatok: hajóépítés; élelmiszer- és dohányipar; textilipar; fafeldolgozás. Az ipari termelés 75%-a Jaroszlavlban, 16%-a Ribinszkben összpontosul. Néhány kiemelkedő jelentőségű jaroszlavli iparvállalat:
- Avtodizel: Jaroszlavl egyik legnagyobb vállalata. A Ruszpromavto-holdinghoz tartozó cég fő profilja gépkocsik dízelmotorainak gyártása; régóta halogatott modernizációját a tulajdonosok jelenleg is ígérik. Ugyanehhez a holdinghoz néhány további jaroszlavli és egy tutajevi gyár is tartozik.
- Szlavnyeft-Janosz: a Szlavnyefty olajipari holding egyik vállalata; az északi régió legnagyobb kőolajfeldolgozó gyára, olajfinomítás, kőolajszármazékok gyártása.
- Jaroszlavli gumiabroncsgyár: a Szibur-holding (a Gazprom-csoport tagjának) tulajdonában lévő gyár, korszerűsítését tervezik.
- Russzkije kraszki: a közelmúltban korszerűsített jelentős festékgyár; az egyik híres amerikai konszernnel közös vállalat.

További ipari városok:
- Ribinszk: Szaturn, a város legnagyobb vállalata; ötödik generációs repülőgépek hajtóműveinek vezető oroszországi gyártója, egyaránt teljesít megrendeléseket a hadiipar és a polgári repülés számára; egy neves francia céggel közös vállalatot létesítettek („VolgAero”) új típusú hajtóművek kialakítására; – a város négy gyára különféle alumínium- és rézkábelek készítésére specializálódott; – hajóépítő vállalatai elsősorban a tengeri halászat és a hadiflotta számára dolgoznak (pl. rakétákkal felszerelt parti őrnaszádok, tűzoltó- és tengerkutató hajók); – műszergyárában részben szintén a hadiipar céljaira repülésirányító rendszereket, fedélzeti radiotelemetrikus berendezéseket állítanak elő.
- Tutajev: nehézgépgyártás, vegyipar, lenfeldolgozó kombinát; – motorgyárában nyolchengeres dízelmotorok készülnek traktorok, nagyméretű tehergépkocsik, exkavátorok számára; – a Szlavnyefty-holding kőolajfeldolgozó leányvállalata (a Tutajevi járásban) fűtőolajat, motor- és kenőolajokat, egyéb kőolaj-származékokat állít elő.
- Uglics: nyomdagépek gyártása; korábban híres óragyára 2006-ban végleg beszüntette a termelést.
- Gavrilov-Jam város holland tulajdonba került vállalata a régió legeredményesebb lenfeldolgozó kombinátja, termelését a mai igényeknek megfelelően alakították át.

### Mezőgazdaság
2005. január 1-jén a falusi lakosság lélekszáma 250 000 fő volt (18,7%); a foglalkoztatottak 5,2%-a dolgozott az agrár ágazatban. Összesen 385 mezőgazdasági vállalatot és több mint 2000 paraszti (farmer-) gazdaságot tartottak nyilván.
A mezőgazdaság fő profilja az állattenyésztés, elsősorban a szarvasmarha- és sertéstenyésztés, egyes járásokban a juhtenyésztés. A szarvasmarhaállomány évente 3-5%-kal csökken (több szomszédos régióhoz hasonlóan). Jaroszlavl és Ribinszk környékén „csirkegyárak” (brojlercsirke üzemek) épültek, a városellátó gazdaságok szerepe is jelentős.
A mezőgazdasági hasznosítású terület nagysága az összterület valamivel több mint 30%-a; ennek 73%-a szántó. A nagyrészt rossz minőségű földek, a podzoltalajok, a kiterjedt mocsarak és vizenyős részek (a víztározók egyik negatív következménye) nem kedveznek a növénytermesztésnek. A szántóföldek legfontosabb kultúrái a gabonán kívül a takarmánynövények, az ipari növények közül a len és a cikória (Rosztov környékén). A rostlen termesztése az utóbbi évtizedben nagy mértékben csökkent. Jelenleg a mezőgazdasági termékekből képződő bevételek 38%-a származik tej, 30%-a hús és baromfi, 20%-a tojás értékesítéséből, és csupán 7%-a a növénytermesztésből, további 5-6% egyéb termékekből (méz, vad, szőrme stb.)

### Közlekedés

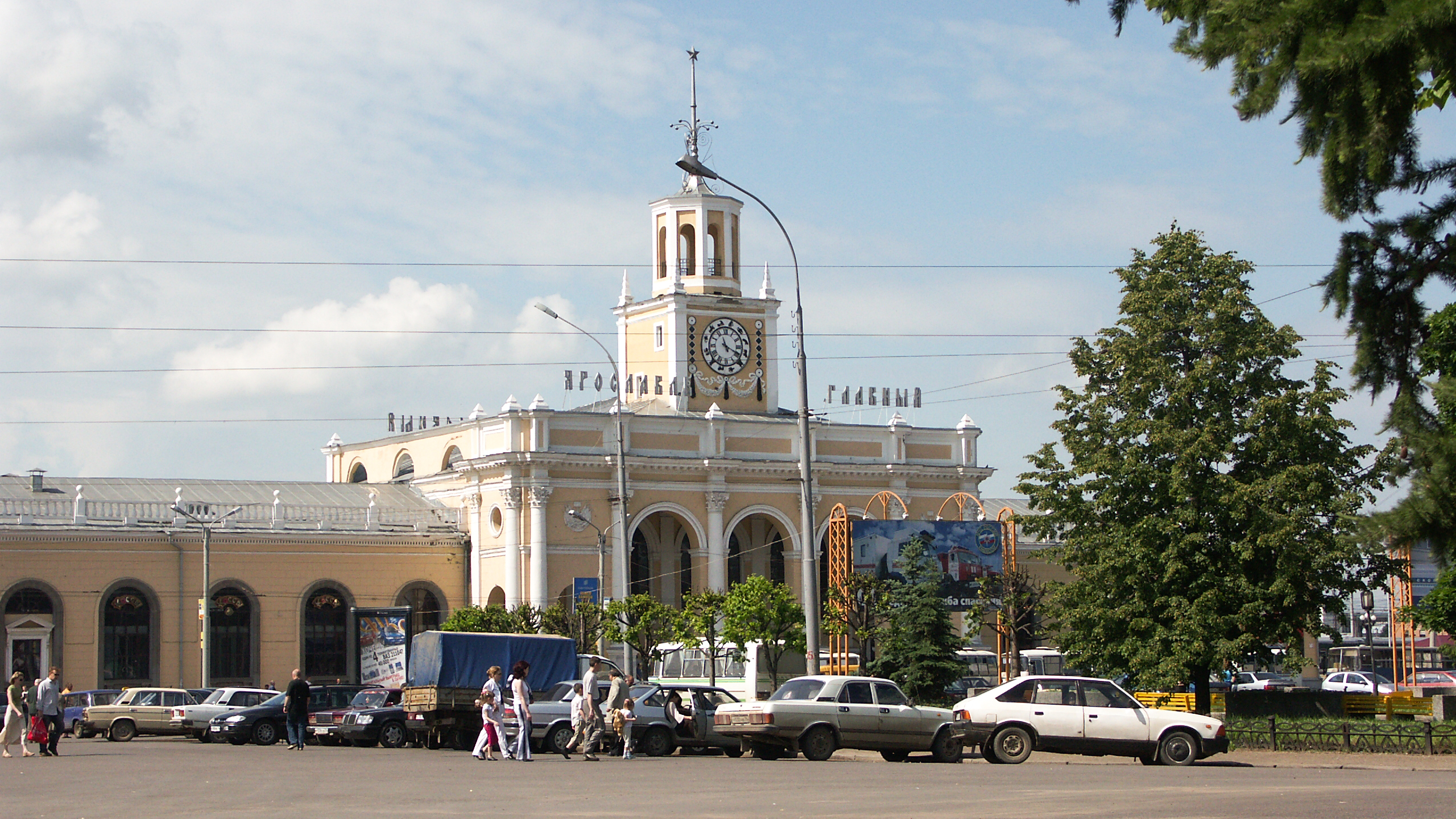
Jaroszlavl főpályaudvara

A közigazgatási központ, Jaroszlavl a terület legfontosabb közlekedési csomópontja. Főpályaudvara a Transzszibériai vasútvonal északi ágának is egyik állomása. A Volgán vasúti híd (1903) és egy közúti híd vezetett át mostanáig; 2006 őszén adták át a forgalomnak a második, új, 800 m hosszú közúti hidat. A város repülőterét („Tunosna”) nemrég korszerűsítették.
A területen áthaladó legfontosabb közlekedési folyosó a Moszkvából északkelet felé, Vologdába vezető autóút és a vele párhuzamosan futó, de egészen az északi kikötővárosig, Arhangelszkig tartó vasúti fővonal. A kelet-nyugati irányú másik vasúti fővonal Ribinszken át Pszkovval és a Balti köztársaságokkal, többek között Riga kikötőjével biztosít közvetlen összeköttetést. A területen belüli forgalom fontos útvonala a Volga medrét a jobb parton követő közút, mely a négy nagyobb ipari központot köti össze és a szomszédos Kosztromáig vezet.
Az itteni volgai kikötők közül legjelentősebb Jaroszlavl és Ribinszk kikötője: utóbbinál válik el a volgai és a Balti-tenger felé vezető víziút.
A térség délnyugati része és Jaroszlavl maga is jelentős idegenforgalmat vonz. Az ún. Aranygyűrű városaihoz tartozik a Volga partján Uglics, a Moszkva felől vezető autóút mentén Pereszlavl-Zalesszkij és Rosztov is.

## Látnivalók

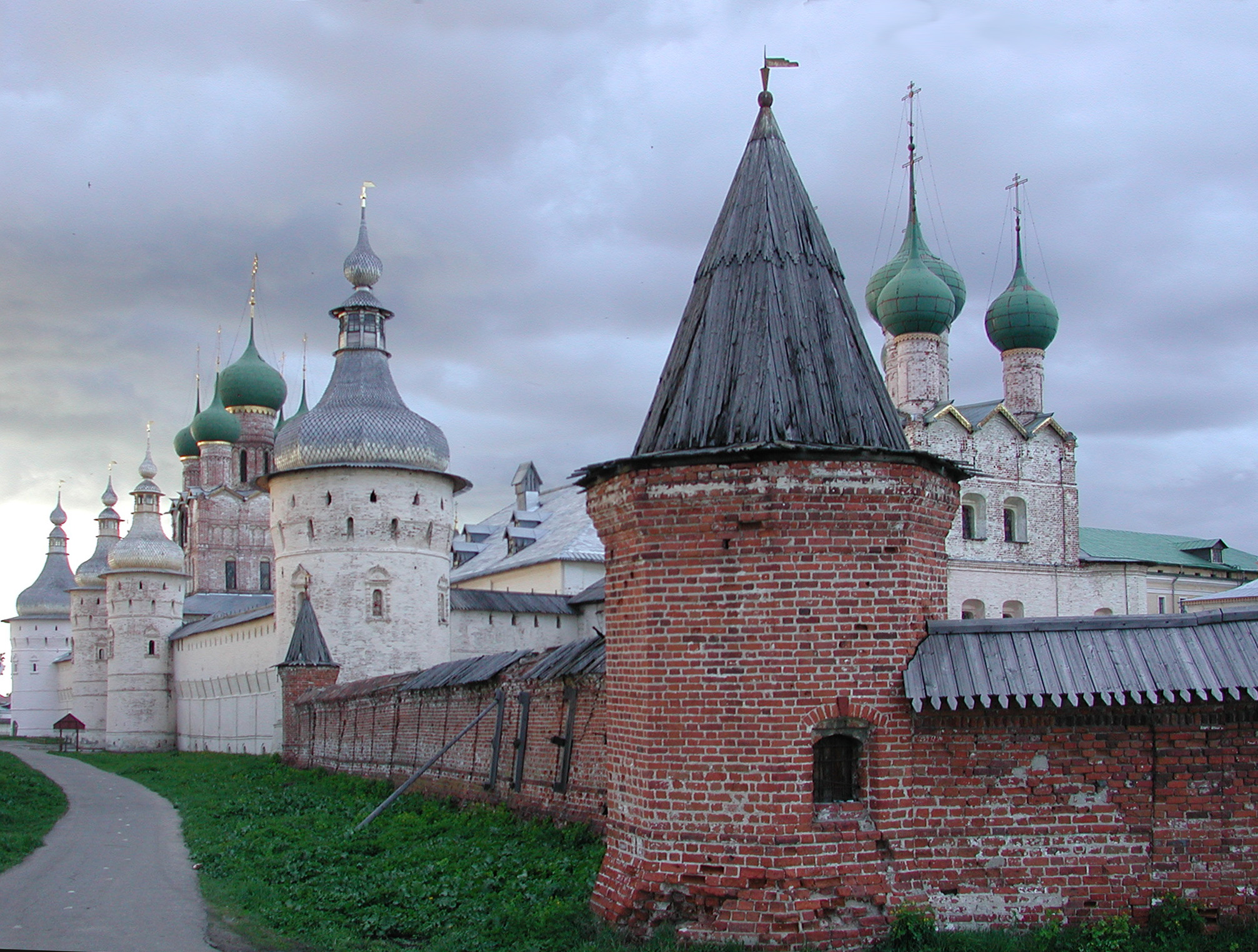
A rosztovi Kreml

- Jaroszlavl történelmi városmagja, 2005 óta a világörökség része
- Rosztovi kreml